# Le Phare dans la tempête
Pour plus de détails, voir Fiche technique et Distribution.
Le Phare dans la tempête (titre original : Out Yonder) est un film muet américain réalisé par Ralph Ince, sorti en 1919.

## Fiche technique
- Titre original : Out Yonders
- Titre français : Le Phare dans la tempête
- Réalisation : Ralph Ince
- Scénario : Pauline Phelps, Marion Short, Edward J. Montagne
- Photographie : Harold S. Sintzenich
- Société de production : Selznick Pictures Corporation
- Pays de production :  États-Unis
- Format : noir et blanc — 35 mm — 1,33:1 — Film muet
- Durée : 5 bobines
- Dates de sortie : 
  - États-Unis : 21 décembre 1919
  - France : 5 novembre 1920

## Distribution
- Olive Thomas : Flotsam
- Huntley Gordon : Edward Elmer
- Mary Coverdale : Mrs. Elmer
- Louise Prussing : Clarice Stapleton
- John Smiley : Amos Bart
- Cyril Chadwick : Reggie Hughes
- Edward Ellis : Joey Clark